# Agustín Marchesín
Agustín Federico Marchesín (ur. 16 marca 1988 w San Cayetano w prowincji Buenos Aires) – argentyński piłkarz występujący na pozycji bramkarza w argentyńskim klubie Boca Juniors. Posiada również obywatelstwo włoskie.

## Kariera klubowa
Marchesín zawodową karierę rozpoczynał w sezonie 2008/2009 w zespole Lanús z Primera División Argentina. W tych rozgrywkach zadebiutował 1 marca 2009 roku w wygranym 2:0 pojedynku z Gimnasią Jujuy. Było to jednak jedyne spotkanie rozegrane przez niego w debiutanckim sezonie. Od początku sezonu 2009/2010 stał się podstawowym graczem składu Lanús.

## Kariera reprezentacyjna
W reprezentacji Argentyny Marchesín zadebiutował 17 marca 2011 roku w wygranym 4:1 towarzyskim meczu z Wenezuelą.